# Anua hampsoni
Anua hampsoni är en fjärilsart som beskrevs av Holland 1920. Anua hampsoni ingår i släktet Anua och familjen nattflyn. Inga underarter finns listade i Catalogue of Life.